# Ghosez-Cyclisierung
Die Ghosez-Cyclisierung ist eine Namensreaktion in der Organischen Chemie, welche 1988 erstmals von dem belgischen Chemiker Léon Ghosez (* 1934) vorgestellt und nach ihm benannt wurde.

## Übersichtsreaktion
Bei dieser Reaktion wird Phenylsulfonyl-Orthobuttersäuretrimethylester 1 mittels eines Epoxids 2 zu einem δ-Lacton 3 cyclisiert.

## Reaktionsmechanismus
Zunächst wird der Orthoester 1 mit Butyllithium (n-BuLi) deprotoniert, sodass eine negative Ladung am nächsten Kohlenstoffatom zur Phenylsulfonylgruppe entsteht 2 und dies das Epoxid nucleophil angreifen kann. Anschließend kann das nun negativ geladene Sauerstoffatom des vormaligen Epoxids das zentrale Kohlenstoffatom des Orthoesters nucleophil angreifen 3 wodurch sich ein Methylalkoholat abspalten und abgehen kann. Durch Protonierung wird im folgenden Schritt 4 zweimal Methanol abgespalten. Dadurch entsteht eine Vorstufe 5 des gewünschten Lactons. Durch Zugabe von Diazabicycloundecen (DBU) kann diese Vorstufe deprotoniert werden und die Phenylsulfonylgruppe wird abgespalten 6, wodurch das Endprodukt 7 entsteht.

## Anwendung
Die Ghosez-Cyclisierung findet Verwendung für die C-C-Verknüpfung bei der Synthese komplexer Moleküle, beispielsweise bei der Totalsynthese von Swinholid A, einem marinen Naturstoff mit fungizider und antineoplastischer Wirkung.